# Neopimpla aleiodesi
Neopimpla aleiodesi är en stekelart som beskrevs av Schwarz och Shaw 2000. Neopimpla aleiodesi ingår i släktet Neopimpla och familjen brokparasitsteklar. Inga underarter finns listade i Catalogue of Life.